# Kloster Rothenkirchen
Das Kloster Rothenkirchen (Monasterium Rubrense) ist ein ehemaliges Prämonstratenserkloster auf dem Gebiet der Gemeinde Kirchheimbolanden. Es liegt beim Hofgut Rothenkircherhof im Nordwesten der Stadt im Nordpfälzer Bergland. Das Kloster steht seit 1999 unter Denkmalschutz.

## Geschichte
Das Kloster wurde um 1160 gegründet und vom nahegelegenen Kloster Hane aus besiedelt. Kloster Hane war um 1120, durch Werner I. von Bolanden, als Augustiner-Chorherren-Stift gegründet worden und wurde schon bald ein Doppelkloster, in dem sich auch Schwestern ansiedelten. Der Haner Konvent trat etwa 1135 dem Orden der Prämonstratenser bei. Die Schwestern aus Hane übersiedelten einige Zeit später – laut Michael Frey im Jahr 1160 – nach Rothenkirchen. Dort erwarben die Prämonstratenser für sie eine Kapelle des Klosters Neumünster (beim heutigen Ottweiler) mit Zubehör und erbauten ihnen einen eigenen Konvent. Der Kauf der Neumünsterer Güter wurde durch den Mainzer Erzbischof Arnold von Selenhofen († 1160) bestätigt. Um 1180 tauschten beide Konvente ihren Sitz, so dass die Prämonstratenser von nun an im Kloster Rothenkirchen lebten und die Schwestern wieder in Hane; Papst Lucius III. konfirmierte diesen Tausch 1182, ebenso Erzbischof Konrad I. von Wittelsbach, im Jahre 1189.
Die bereits im Spätmittelalter als heruntergekommen geltende Anlage wurde im Bauernkrieg 1525 geplündert. Die Auflösung erfolgte im Jahr 1554. Anschließend ging die Klosteranlage als Hofgut in nassauischen Besitz über. Im Dreißigjährigen Krieg wurde die Anlage verwüstet. Die Besitzer wechselten seit dem Jahr 1821 mehrfach. Die Anlage wurde mit Ausnahme des spätromanischen Refektoriums, eines Wohnhauses aus dem Jahr 1854 und Resten des Kreuzgangs im Jahr 1961 abgebrochen. 1990 ging sie in den Besitz der Stadt über. Auf dem Klostergelände befindet sich ein Reiterhof.

## Bauten und Anlage
Das um das Jahr 1200 errichtete Refektorium – eine im lichten 25,02 Meter lange und 8,40 Meter breite zweischiffige Halle – weist zweimal sechs quadratische Joche mit stark gebusten Kreuzgewölben über wulstigen Rippen auf. Die Mauern sind in gutem Quaderwerk aus Rotsandstein errichtet. Hervorzuheben sind die im straßburgisch-wormsischen Typ errichteten Kapitelle, die über einem Kranz breitlappiger Blätter spiralförmige Voluten zeigen, zwischen denen flächige Palmettenmuster die Zwickel füllen. An der Südwand befindet sich eine Lektorennische zwischen kräftigen Strebepfeilern. Zum ehemaligen an der Nordseite gelegenen Kreuzgang, von dem nur noch Schildbögen und abgestufte Pfeilervorlagen (ähnlich Kloster Eußerthal) vorhanden sind, führt ein rundbogiges Portal. Das Tympanon wird am Sturz von der Inschrift: „Hanc domum fecerunt Werner et Guda“ gerahmt, die sich auf die Stifter Werner II. von Bolanden aus dem Adelsgeschlecht der Herren von Bolanden und seine Frau Guda bezieht.
Das als Abstellraum genutzte Refektorium ist ein in sehr gutem Zustand überkommenes, einheitlich qualitätvolles Bauwerk im Stil der oberrheinisch-wormsischen Spätromanik und darüber hinaus ein Denkmal von hohem regionalgeschichtlichen Wert.
Architekturteile sind in das Museum in Kirchheimbolanden gelangt.